# Digiworld Institute
 (août 2024).
La mise en forme du texte ne suit pas les recommandations de Wikipédia : il faut le « wikifier ».
Les points d'amélioration suivants sont les cas les plus fréquents. Le détail des points à revoir est peut-être précisé sur la page de discussion.
- Les titres sont pré-formatés par le logiciel. Ils ne sont ni en capitales, ni en gras.
- Le texte ne doit pas être écrit en capitales (les noms de famille non plus), ni en gras, ni en italique, ni en « petit »…
- Le gras n'est utilisé que pour surligner le titre de l'article dans l'introduction, une seule fois.
- L'italique est rarement utilisé : mots en langue étrangère, titres d'œuvres, noms de bateaux, etc.
- Les citations ne sont pas en italique mais en corps de texte normal. Elles sont entourées par des guillemets français : « et ».
- Les listes à puces sont à éviter, des paragraphes rédigés étant largement préférés. Les tableaux sont à réserver à la présentation de données structurées (résultats, etc.).
- Les appels de note de bas de page (petits chiffres en exposant, introduits par l'outil «  Source ») sont à placer entre la fin de phrase et le point final[comme ça].
- Les liens internes (vers d'autres articles de Wikipédia) sont à choisir avec parcimonie. Créez des liens vers des articles approfondissant le sujet. Les termes génériques sans rapport avec le sujet sont à éviter, ainsi que les répétitions de liens vers un même terme.
- Les liens externes sont à placer uniquement dans une section « Liens externes », à la fin de l'article. Ces liens sont à choisir avec parcimonie suivant les règles définies. Si un lien sert de source à l'article, son insertion dans le texte est à faire par les notes de bas de page.
- La présentation des références doit suivre les conventions bibliographiques. Il est recommandé d'utiliser les modèles {{Ouvrage}}, {{Chapitre}}, {{Article}}, {{Lien web}} et/ou {{Bibliographie}}. Le mode d'édition visuel peut mettre en forme automatiquement les références.
- Insérer une infobox (cadre d'informations à droite) n'est pas obligatoire pour parachever la mise en page.

Pour une aide détaillée, merci de consulter Aide:Wikification.
Si vous pensez que ces points ont été résolus, vous pouvez retirer ce bandeau et améliorer la mise en forme d'un autre article.
 (juillet 2024).
Depuis 1977, le Digiworld Institute aide les acteurs privés et publics à agir dans un monde que la technologie numérique bouleverse considérablement. Le Digiworld Institute décrypte et analyse en profondeur ces évolutions en confrontant les idées, les stratégies et les expériences de ses membres, en lien avec la Recherche et le monde académique, et en intégrant les enjeux géopolitiques pour l'Europe et les territoires.  
Aujourd'hui, le Digiworld Institute compte plus de 100 membres et contributeurs : grands groupes internationaux, ETI, PME, start-ups, institutions, universités, collectivités locales et personnalités de premier plan.
Avec sa communauté, le Digiworld Institute construit une feuille de route Européenne pour faire du digital un levier pour la réindustrialisation, l'inclusion et le développement territorial.  
Le think tank favorise l'échange entre ses membres à l'occasion d'événements fédérateurs qui permettent de confronter les points de vue et de co-construire pour s'enrichir mutuellement des expériences de chacun.  

## Historique
- 1977: IDATE fondé par François Schoeller
- 1978: Première conférence internationale de l'IDATE
- 2006: Le "DigiWorld Summit" devient la nouvelle marque de la 28e conférence internationale de l'IDATE
- 2012: La marque "Digiworld Institute" remplace le "DigiWorld Programme"[2]

## Activités
Le Digiworld Institute travaille sur divers sujets numériques et industriels tels que les télécommunications, l'intelligence artificielle, les technologies quantiques, la cybersécurité, l'industrie 5.0, le Web 3.0, la réalité augmentée et virtuelle, les technologies vertes, le sport et l'innovation...
Tout au long de l'année, le Digiworld Institute produit des rapports, des interviews vidéo, anime des groupes de travail (ses "Commissions") et organise des séminaires avec les membres du think tank.
Chaque année, le Digiworld Institute organise le Digiworld Summit, un événement majeur du monde de la Tech et du numérique en France. Il réunit experts, dirigeants d’entreprise, représentants des mondes académiques, politique et scientifique afin de discuter des tendances et des enjeux clés économiques, politiques et géopolitiques liés aux technologies disruptives. Inscrit sous le haut patronage du Président de la République depuis 2018, le Digiworld Summit fête en 2024 ses 47 ans d'existence.   

## Bureau
- François Barrault, Président du DigiWorld Institute depuis 2011[2]
- Jacques Moulin, Directeur Général du Digiworld Institute depuis 2017
- Laurence Morvan, Vice-Présidente – Trésorière ; Chief of Staff to CEO EMEA, Accenture
- Lucile Hofman, Vice-Présidente – Secrétaire ; Group VP Digital & IT Strategy & Planning, Engie

## Un collège de personnalités de référence
- François Barrault, Président du Digiworld Institute
- Jean-Luc Allavena, Président et fondateur, Atlantys Investors
- Jacques Attali, Président, Attali & Associés
- Bertrand Badré, Founder & CEO, Blue Like an Orange Sustainable Capital
- Anne Bouverot, Chairperson, Ecole Normale Supérieure
- Bruno Bouygues, President-Directeur général, GYS
- Pascal Cagni, Président, Business France Founding Partner, C4 Ventures
- Virginie Calmels, Présidente, Futurae
- Olivier Campenon, Chairman & CEO, Lefebvre Sarrut
- Michel Coucke, Partner, Lancor
- Thierry Drilhon, Président, Franco-British Chamber of Commerce & Industry
- Eric Labaye, Président, IDEL Partners, Ancien président de l'École polytechnique et de l'Institut polytechnique de Paris
- Maurice Lévy, Président d'Honneur, Publicis Groupe
- Francis Lorentz, Président, FL Conseils, Ancien Président de l'IDATE Digiworld
- Jean-Hervé Lorenzi, Fondateur, Cercle des Économistes
- Antoine Petit, President-Directeur général, CNRS
- Guy Roussel, Ancien Président, Fondation Mines-Télécom
- Dominique Roux, Professeur émérite, Université Paris-Dauphine
- Michel Taride, Partner, Next Gear Ventures, Ancien Président, Hertz International
- Arnaud Vaissié, Président-Directeur général, International SOS